# Jeremiahaus (Köln)

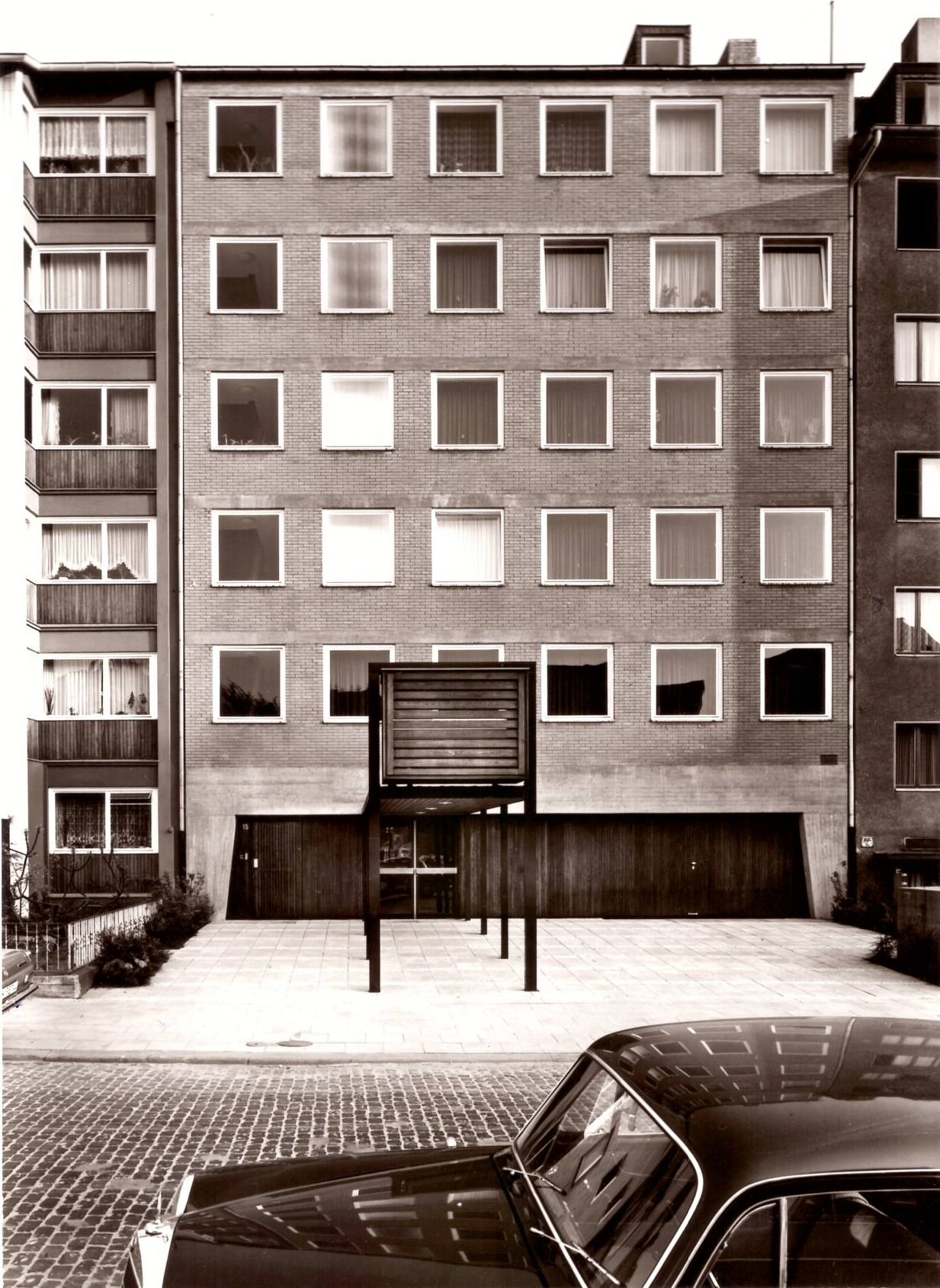
Jeremiahaus um 1965 (kurz nach der Einweihung)

Das Jeremiahaus war ein Gemeindezentrum mit integriertem Kirchsaal, es gehörte zur Evangelischen Gemeinde Köln und lag in der Mozartstraße 15 im Komponistenviertel am westlichen Rand der Innenstadt. Architektonisch war es für eine Kirche sehr ungewöhnlich, da es von der Straßenseite aus fast wie ein normales Backstein-Wohnhaus der 1960er-Jahre aussah und lediglich ein kleiner Glockenturm, ein Schaukasten und ein Kreuz Hinweise auf seine Funktion gaben – der eigentliche Kirchsaal befand sich auf der Gartenseite und war von der Straße aus nicht sichtbar. Das Haus war benannt nach dem Propheten Jeremia, es wurde 1964 eingeweiht und war somit von den zeitweise sieben evangelischen Kirchen im Stadtbezirk Köln-Innenstadt nach der Thomaskirche (1968) die zweitjüngste Predigtstätte der Gemeinde. Aus Sparzwängen heraus wurde das Jeremiahaus am Totensonntag 2006 entwidmet, dies war die erste Kirchenschließung in der Geschichte der Evangelischen Kirchengemeinde Köln.

## Geschichte

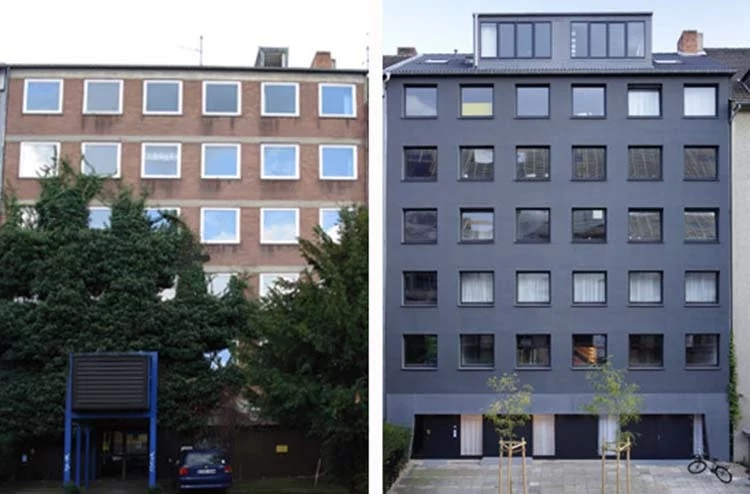
Zustand vor und nach der Entwidmung

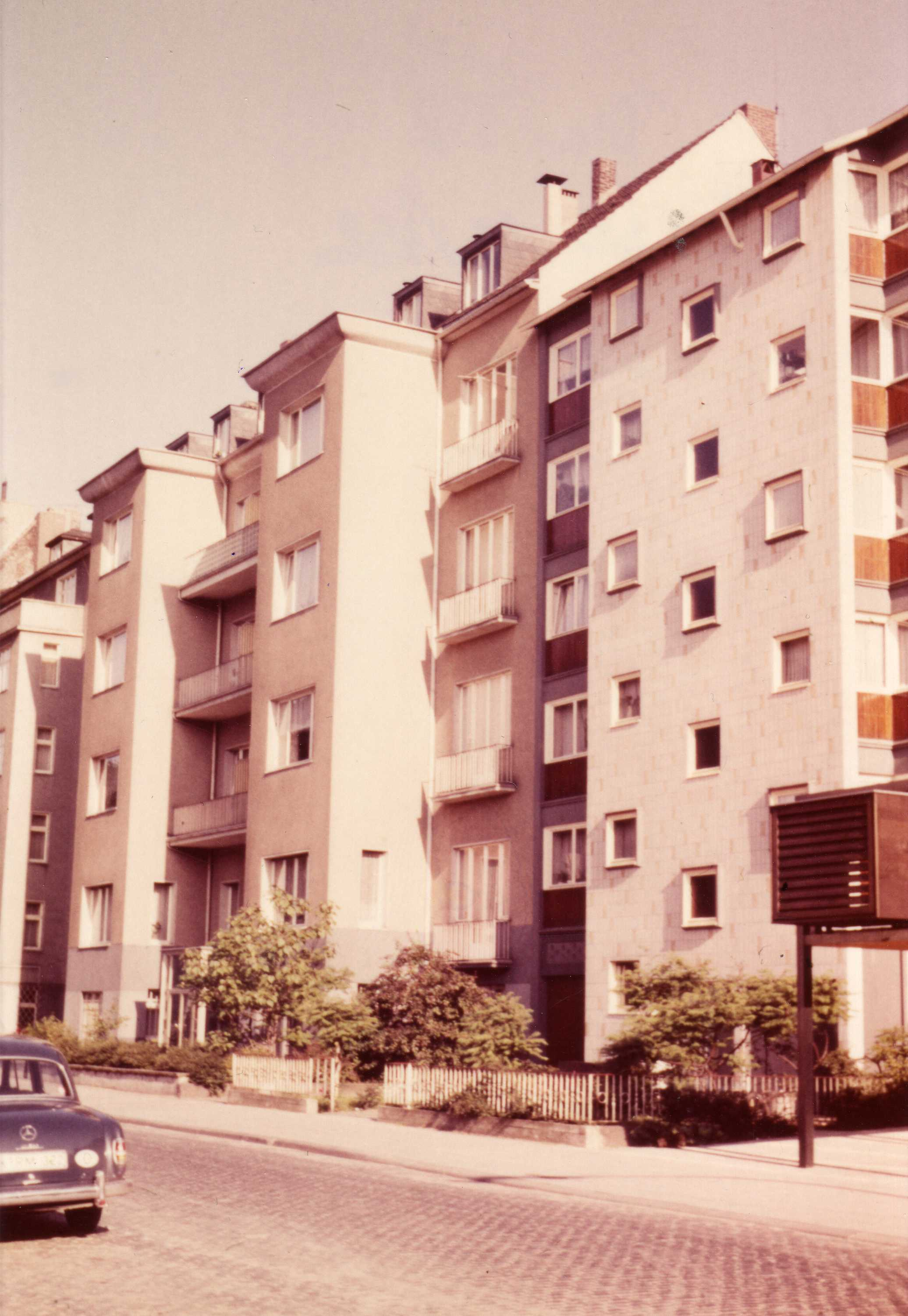
Blick in die Mozartstraße Richtung Innenstadt um 1966, rechts der Glockenturm des Jeremiahauses

Die Jahre nach dem Zweiten Weltkrieg waren auch für die evangelische Gemeinde Köln eine Zeit des Um- und Aufbruchs. Knapp 20 Jahre nach Kriegsende stellte man Überlegungen an, die zum Bau des Jeremiahauses führten:

„Die ersten Jahre damals nach dem Kriege waren wie überall eine Zeit, in der die Gemeinde auflebte. Leider hielt das nicht an. Der neue Wohlstand machte materialistisch. Die Stadt erwuchs aus ihren Trümmern immer schneller zu neuer wirtschaftlicher Blüte. Das wiedererwachte Leben erfüllte die Menschen. Der zunehmende Verkehr flutete an den Kirchen vorüber und riß die Menschen mit sich. Viele zogen in die Stadt ein, verließen sie aber nach kurzer Zeit wieder, ohne ihre Gemeinde und Kirche kennengelernt zu haben. Dies alles machte die Arbeit in der Stadtgemeinde Köln besonders schwierig. Um intensiver arbeiten zu können, erschien es notwendig, die große Gemeinde in kleinere Gemeindebezirke mit eigenem Gemeindezentrum aufzugliedern. (...) So kam es dann zum Bau des Jeremia-Hauses für einen Bezirk, der ursprünglich einmal zur Christus- und zur Antoniter-Kirche gehört hatte.“

Die beiden genannten Kirchen liegen jeweils über 1,2 km Luftlinie von der Mozartstraße entfernt. In der Mozartstraße 15 besaß die Gemeinde ein im Krieg stark beschädigtes Mietshaus, das sie in den 1930er-Jahren als Wohnhaus für Pfarrer erworben hatte. Nach dem Krieg diente das Haus zunächst dem 1943 zerstörten Friedrich-Wilhelm-Gymnasium bis 1956 als Notunterkunft, bis 1954 wohnten in ihm außerdem ein Pfarrer und weitere Gemeindeangestellte. Als dann der neue Kirchenbezirk entstand, schuf man 1956 im Erdgeschoss einige Gemeinderäume und im zweiten Stock zwei Schwesternwohnungen, wofür jedoch die bisherige Pfarrerwohnung im ersten Stock aufgegeben werden musste. Ein schlichtes Metallschild „Evangelisches Gemeindehaus“ befand sich am Eingang des Hauses, das im Stil des frühen 20. Jahrhunderts errichtet worden war, dem aber nach dem Krieg das Dachgeschoss fehlte, so dass es nur noch vier (zeittypisch hohe) Etagen umfasste.
Nachdem sich einige von Gemeindebaumeister Georg Eberlein vorgelegte Umbaupläne als nicht nachhaltig erwiesen hatten, beschloss das Presbyterium schließlich, das sogenannte „Alte Haus“ im Januar 1962 abzureißen und einen Neubau zu errichten. Hierbei sollte dann auch der Garten des Grundstücks bebaut werden, da das geplante Haus auf engstem Raum die neue Kirche, ein Gemeindezentrum mit unterschiedlich großen Räumen sowie Wohnungen für Pfarrer, Schwester und Küster enthalten musste. Ein Kindergarten konnte, obschon gewünscht, aus Platzgründen nicht eingerichtet werden. Im November 1962 begannen die Bauarbeiten für das Jeremiahaus. Der Grundstein wurde am 22. Dezember 1963 gelegt, und am 6. Dezember 1964 (dem zweiten Advent) wurde das Haus eingeweiht. Maßgeblich beteiligt an den Planungen war Pfarrer Wolfram Buisman, der kurz vor Kriegsbeginn den zur Bekennenden Kirche gehörenden Erich Klapproth gefördert hatte und ab 1952 mit seinem über drei Jahrzehnte nachgedruckten Buch „Du und die Religion“ einem breiteren Publikum bekannt geworden war; er wirkte anschließend einige Jahre im Jeremiahaus. Chorleiter und Organist war von 1974 bis 1981 Martin Kahle.
Ab den 1980er-Jahren war Friedrich Karl Weber Pfarrer am Jeremiahaus bis zu dessen Auflösung 2006. Es ist überliefert, dass ein reges Gemeindeleben aller Altersklassen herrschte, wobei die umfangreiche Jugendarbeit teilweise zu Problemen mit der Nachbarschaft führte, die bisweilen über Lärm klagte. 1991 entstand durch das Engagement einiger Eltern eine Kleinkinder-Spielegruppe, die in ihren ersten Jahren Räume des Jeremiahauses nutzen konnte und sich alsbald zur noch heute (Stand 2022) bestehenden Kinderbetreuungs-Initiative „Die Mozartkugeln e. V.“ entwickelte. Noch Anfang der 2000er-Jahre stand das Jeremiahaus den anderen sechs Innenstadtkirchen der Evangelischen Gemeinde Köln in nichts nach, so wurden beispielsweise an Ostern 2005 insgesamt vier Gottesdienste angeboten – vier Innenstadtkirchen boten weniger an, die Christuskirche genauso viele, nur die Antoniterkirche in der zentral gelegenen Schildergasse bot noch mehr. Eine Besonderheit im Jeremiahaus waren die zweisprachigen Gottesdienste der finnischen evangelisch-lutherischen Gemeinde Köln. Sie war 1972 gegründet worden, umfasste Anfang der 2000er-Jahre über 1000 Gemeindeglieder und war damit die zweitgrößte der 16 finnischen Gemeinden in Deutschland. Da sie keine eigene Kirche hatte, fanden ihre Gottesdienste im Jeremiahaus statt.
Im Sommer 2005 fasste das Presbyterium wegen des immer weiter zunehmenden finanziellen Drucks weitreichende Beschlüsse zu Sparmaßnahmen. Hierunter fielen vor allem die Schließung des Jeremiahauses und der nahe dem Hauptbahnhof gelegenen Kreuzkirche bis Ende 2006. Die Begründung hebt in beiden Fällen hervor, dass die Trennung von einem nicht auf Anhieb als Kirche ins Auge fallenden Gebäude leichter sei als von einem eindeutigen Sakralbau. Während die Kreuzkirche erst am Ende des Kalenderjahres geschlossen wurde, fand der Entwidmungsgottesdienst des Jeremiahauses bereits am 26. November statt, also am Toten- bzw. Ewigkeitssonntag – dem letzten Sonntag eines jeden Kirchenjahres. Stadtsuperintendent Rolf Domning blies an jenem Tag die Kerzen aus.

## Architektur und Ausstattung

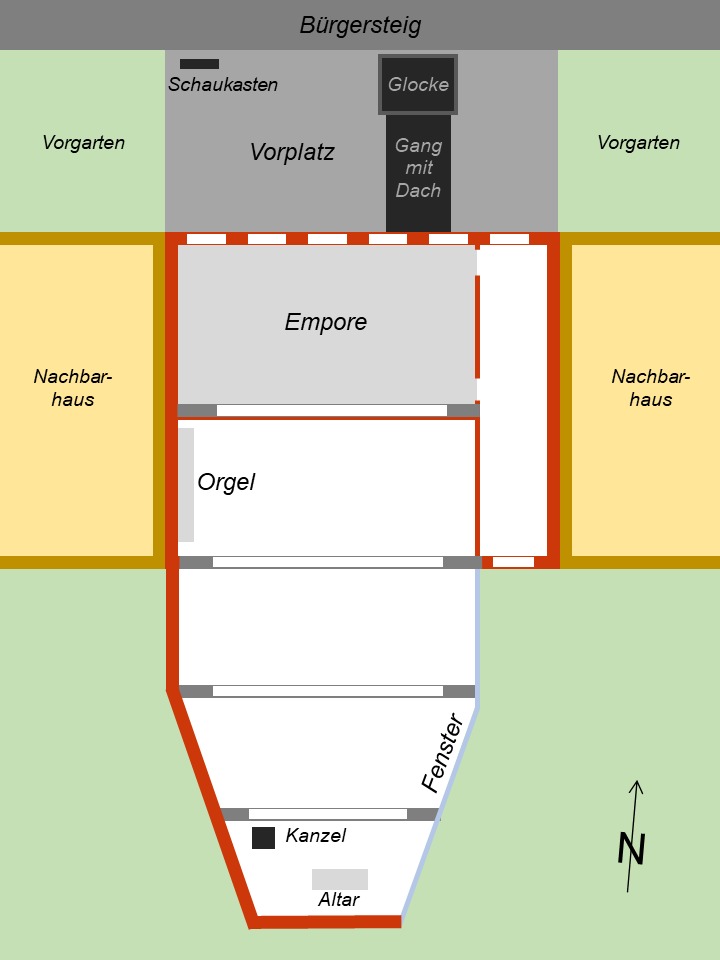
Skizze der beiden unteren Etagen (nicht maßstäblich), in den höheren Stockwerken passte sich das Haus der Breite seiner Nachbarn an (rot: Backstein, grau: Betonstütze, blau: 5 m hohe Kirchenfenster)

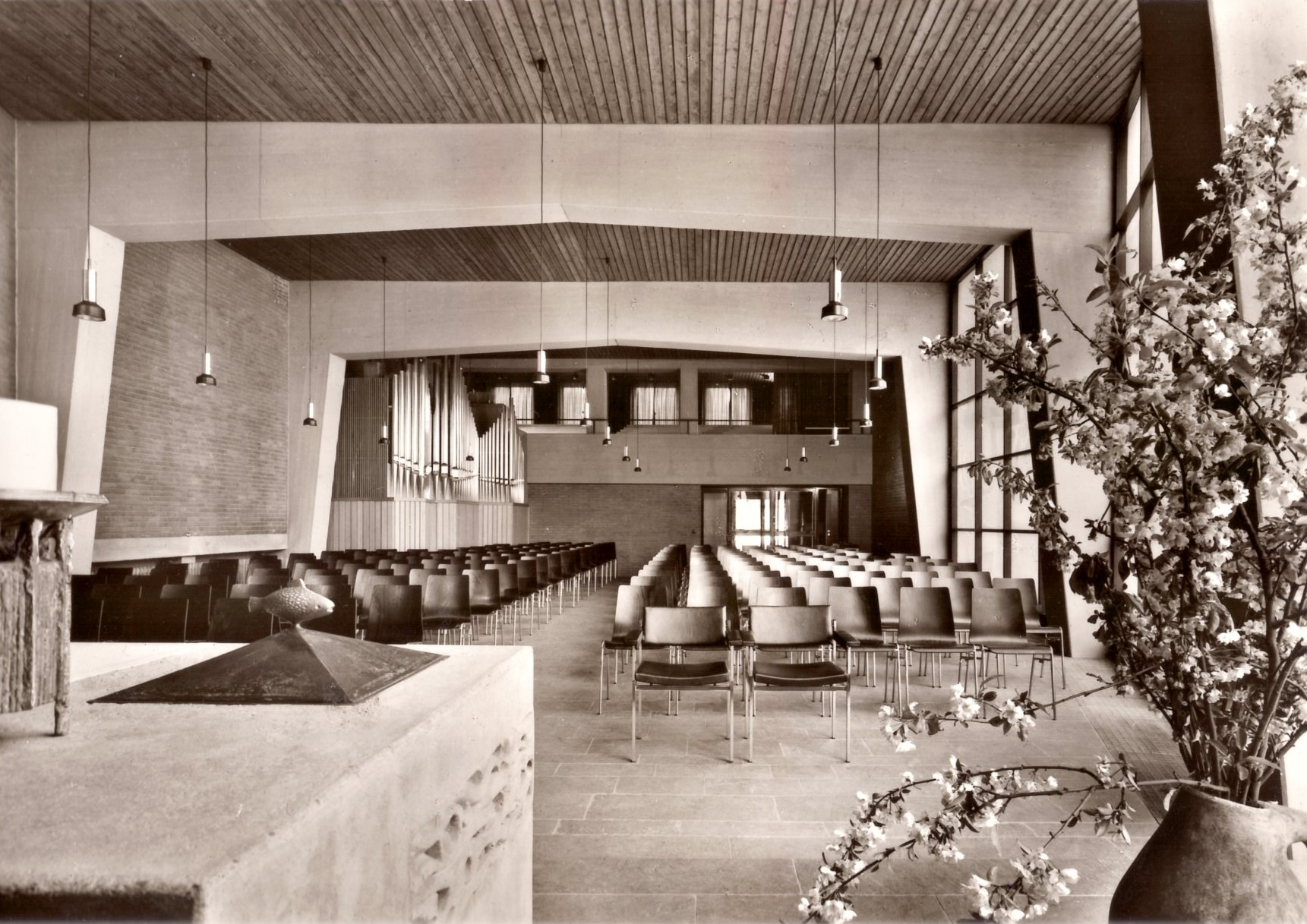
Kirchensaal in den Anfangsjahren

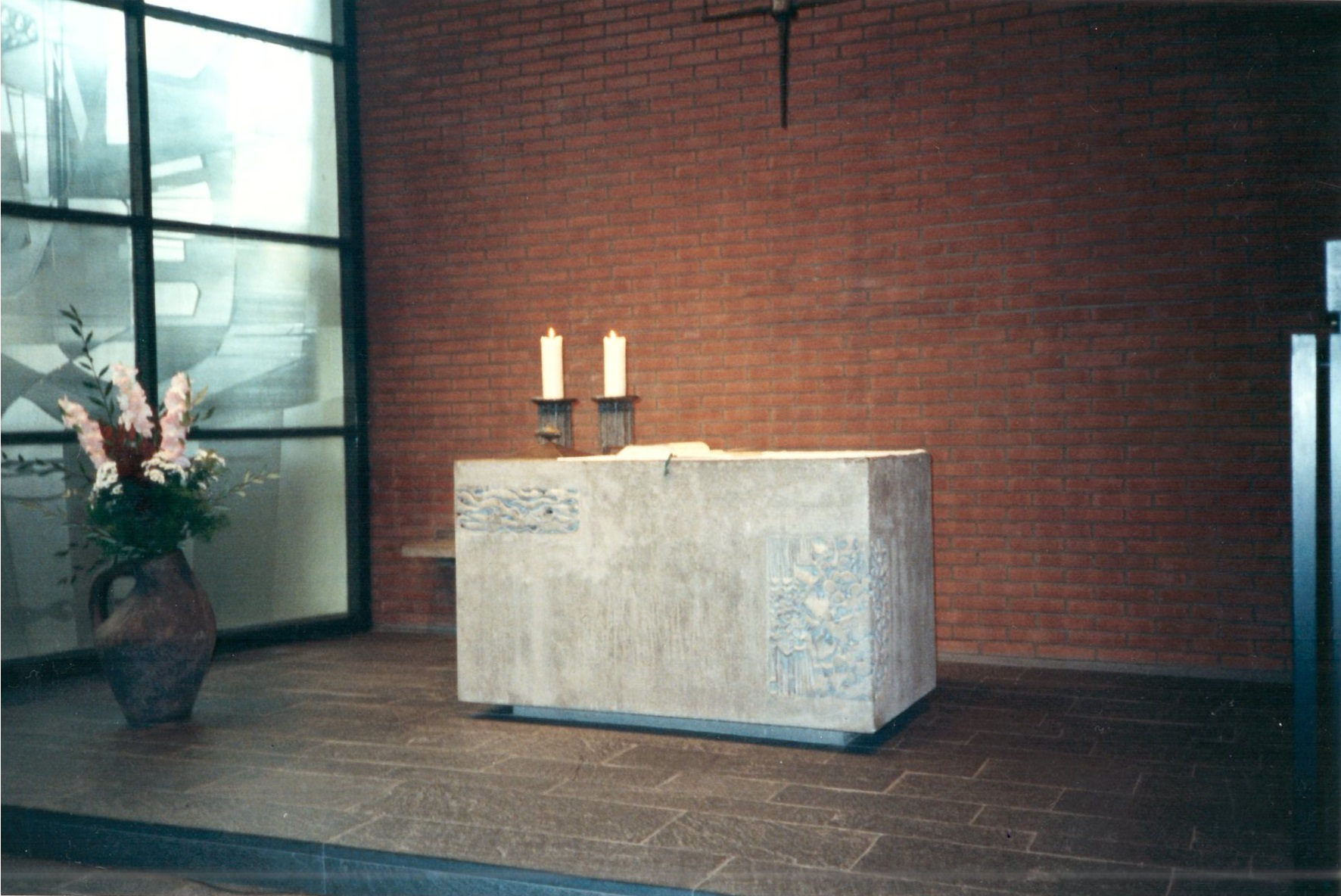
Altar im Kirchensaal des Jeremiahauses um 1990

Von der Mozartstraße aus gesehen schien sich das Jeremiahaus nahtlos in die übrige Bebauung aus mehrstöckigen Mietshäusern einzufügen. Anstelle eines Vorgartens war das Grundstück vor dem Jeremiahaus jedoch mit verschiedenen Sorten Steinplatten gepflastert, so dass sich ein kleiner Vorplatz ergab. Über diesen verlief zwischen Bürgersteig und Eingangstür ein Gang mit einer schlichten Überdachung, deren straßenseitiges Ende gleichzeitig der Glockenturm war. Die Stützkonstruktion des Ganges war anfangs in dunklen Tönen gehalten, wurde aber später leuchtend blau lackiert. Was den Besucher erwartete, wenn er die Eingangstür des Gebäudes öffnete, wurde im Jahr der Eröffnung wie folgt beschrieben:

„Auf nur wenigen Quadratmetern ist unser Haus errichtet. Um so erstaunlicher ist es, wieviel wir in diesem Hause antreffen. Hinter einem kleinen, niedrigen Eingangsraum öffnet sich unerwartet die schöne Kirche. Ihre Form wurde durch die Anlage des Grundstückes vorgeschrieben. Das dreiteilige Kirchfenster und der eigenwillig gestaltete Altarraum werden unsere Blicke auf sich lenken. Rechts vom Eingang in die Kirche steht die Orgel, links führt eine Tür zu einer kleinen Sakristei. Knapp 200 Sitzplätze hat der Kirchraum, wozu noch etwa 90 Plätze auf der Empore kommen. Die Empore – vom Vorraum der Kirche durch eine Tür links über das Treppenhaus zu erreichen – kann durch einen Vorhang vom Kirchraum abgeteilt werden. Sie dient dann dem Organisten für seine Chorarbeit und dem Pfarrer für seinen Unterricht. In der Höhe der Empore im ersten Geschoß befindet sich neben dem Fahrstuhl noch das Helferzimmer. Alle, die in der Gemeinde einen Dienst tun, haben hier einen Raum, in dem sie notwendige Sachen unterbringen können. Ebenso ist er als Sprechzimmer geeignet. Gedacht ist bei den Helfern an den Organisten, an Jugendleiter usw.“

Die übrigen Etagen waren wie folgt ausgestattet:
- 2. OG: Gemeinderäume (Saal für 60 Personen, Garderobe, Jugendraum, kleine Küche, Nebenräume, Ausgang zur Terrasse auf dem Kirchendach, von dort Blick auf die benachbarte Synagoge in der Roonstraße)
- 3. OG: Gemeinderäume (Pfarrer-Sprechzimmer, Schwestern-Sprechzimmer, Flur als Wartezimmer, Schwesternzimmer mit Medizinschrank, großes Zimmer für den Altenclub [sic!], Gemeindeclub-Zimmer für 15–20 Personen, kleiner Gemeindearbeitsraum für Weihnachtsvorbereitungen oder Babysitterdienst während der Gottesdienste)
- 4. OG: Wohnung für den Hausmeister bzw. später das Küster-Ehepaar sowie kleines Appartement für Gemeindeschwester, Organist oder sonstige Personen
- 5. OG: Wohnung für den Pfarrer und seine Familie.

Als Architekten hatte man Dr. Walter Fleck gewonnen, die Bauleitung lag in den Händen von Helmut Möller. Altar, Kanzel, Kreuz und die nach Osten bzw. Südosten hin ausgerichteten drei großen Kirchenfenster gestaltete Wolfhard Röhrig. Das Abendmahlsgerät schuf Karl Erich Görk, den Bau der Orgel mit ihren 16 Registern übernahm die Firma Walcker (Opus 4466), ein Nachfolgeunternehmen des Orgelbauers Eberhard Friedrich Walcker. Die Glocke mit dem Schlagton d² stammte von den Gebr. Rincker und wurde, sofern kein Tippfehler vorliegt, erst 1966 gegossen, wog 215 kg und hatte einen Durchmesser von 72,2 cm. Ihre Inschrift lautete: „DEIN WORT IST MEINES HERZENS FREUDE +“.
Bemerkenswert an der Ausstattung ist vor allem der Altar, in den ein quadratisches kleines (30 cm × 30 cm) Taufbecken aus Bronze integriert ist, dessen pyramidenförmiger Deckel einen Knauf in Form eines Fisches aufweist. Der Altar selbst ist aus Sichtbeton gegossen und für eine Kirche mit knapp 300 Sitzplätzen vergleichsweise klein (150 cm lang, 80 cm breit und einschließlich Sockel 90 cm hoch), besticht jedoch durch die wellenförmige Durchbrechung des Betons im linken Bereich (welche das Wasser der Taufe versinnbildlicht) sowie auf seiner rechten Seite die Ähren und Weinreben (welche auf das Abendmahl hinweisen). Über dem Altar war an der Wand ein Bronzekreuz angebracht, an dem jedoch kein Gekreuzigter hing, sondern in dessen Mitte sich ein klarer Bergkristall befand als Zeichen des Auferstandenen. Bewusst kontrastierend zur Beständigkeit und Schwere des Altars war die Kanzel leicht und aus Holz gefertigt, um daran zu erinnern, dass gewichtige Botschaften trotz aller Ernsthaftigkeit leicht verständlich transportiert werden sollten. Die architektonische Gestaltung und die qualitative Ausführung fanden noch ein halbes Jahrhundert nach dem Bau sehr positive Urteile:

„Das Jeremiahaus (...) entstammt (...) einer Zeit, in der die Einrichtung von Gottesdienststätten zur Nahversorgung der Gemeindemitglieder völlig selbstverständlich war und durchaus vom Optimismus weiteren Wachstums zeugte. (...) Die Konstruktion als Stahlbetonskelett und die Materialität (sichtbarer Beton zur Gliederung, Flächen aus Backstein) sowie die Gestaltung der Fassade folgen dabei vollauf den damals bevorzugten architektonischen Tendenzen. Besonders hervorgehoben wurde der Kirchensaal, der sich durch Zweigeschossigkeit, die trapezförmige Schrägführung der Seitenwände und schmückende Merkmale wie die geböschten Betonklammern zur Raumgliederung und die wandhohe Verglasung auszeichnet. In diesem schlichten, behutsam in Szene gesetzten Rahmen kommt das qualitätvolle Ensemble der Ausstattung (mit dem ungewöhnlichen Tauf-Altar und den Schmuckteilen aus edler Bronze) besonders gut zur Geltung.“

„Nach dem dritten Joch winkeln die Längswände leicht zur Raumachse hin ein und bereiten damit die über trapezförmigem Grundriss stehende Chornische vor. Durch diese Schrägführung erhält der Raumkasten eine zwingende Ausrichtung auf den Altarbezirk. (...) Die in Ätztechnik ausgeführte künstlerische Verglasung stellt den Propheten Jeremias vor, der die sittliche und religiöse Verderbtheit seines Volkes anprangerte und vor dem Unheil warnte, das Jahwe deshalb über sein Volk kommen lassen werde. Den Chor hebt eine einstuftige Estrade über das Laufniveau des Saales, mit dem er den Belag aus Schieferplatten gemeinsam hat. (...) Das im Chor angebrachte zartarmige Bronzekreuz (...) hängt auf der Raumachse, die nicht mit der Altarachse identisch ist. Damit ist ein Moment der Spannung gegeben, der wie der Raum selbst auf den Chor konzentriert.“

## Umbau und Nachnutzung

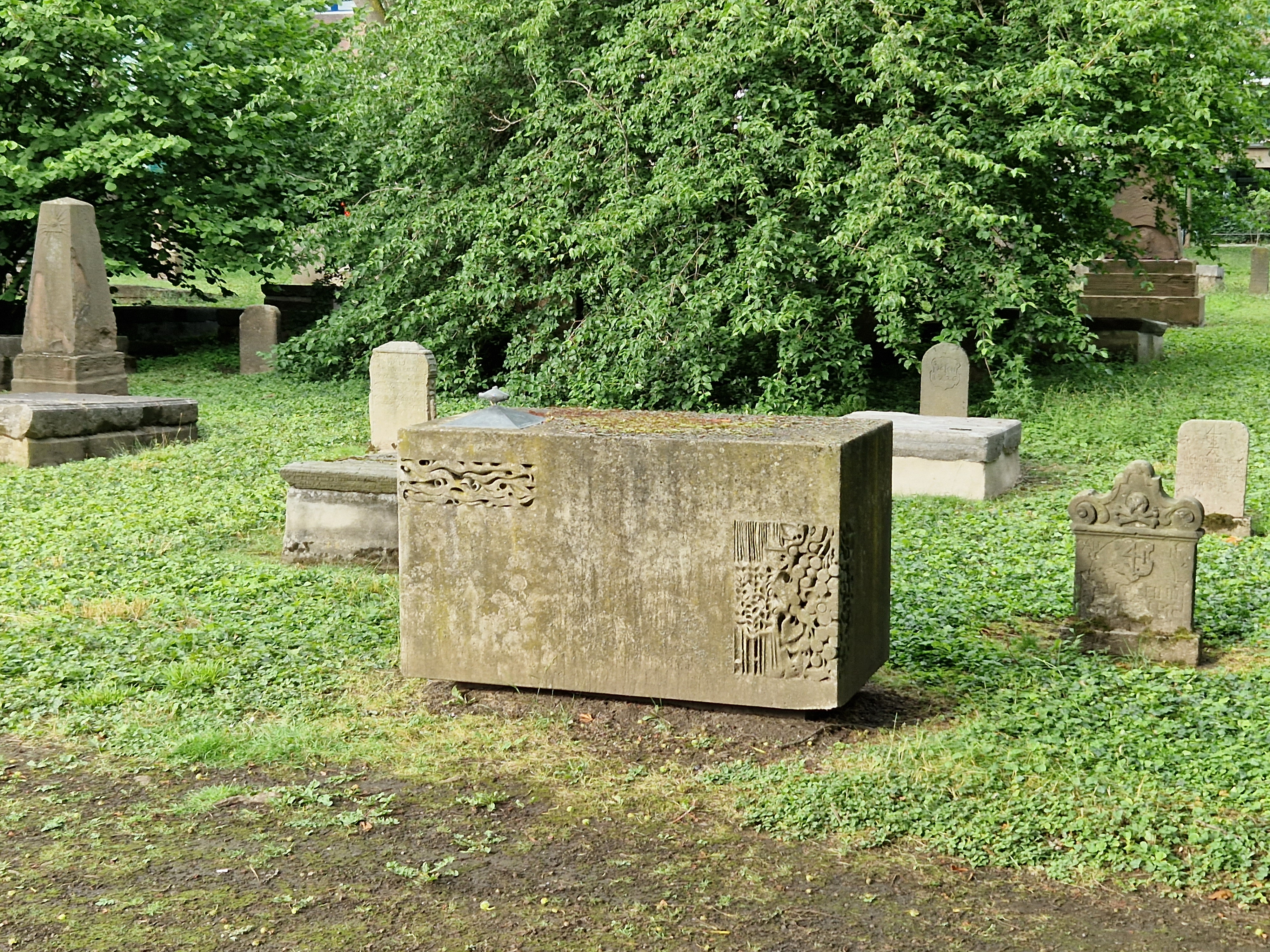
Altar auf dem Geusenfriedhof, 2022

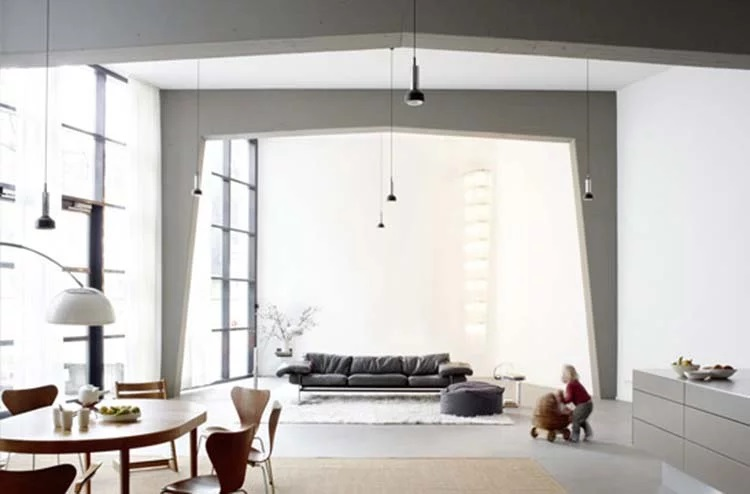
Zum Wohnbereich umgestalteter Kirchensaal, nach 2007

Nach dem Verkauf 2006 an einen privaten Eigentümer wurde das Gebäude in den Jahren 2007–2008 für eine private Wohn- und Gewerbenutzung entkernt und umgebaut. Betondecken wurden teilweise entfernt, um einzelne Etagen durch neue Treppen zu verbinden. Die Planung oblag dem Architekten Mathias Romm, der 1964 – im Eröffnungsjahr des Jeremiahauses – in Solingen zur Welt kam und in Köln aufwuchs.
Nach dem Verkauf wurde der Altar auf dem historischen evangelischen Geusenfriedhof in Köln-Lindenthal an zentraler Stelle aufgestellt, seitdem wird er dort zu besonderen Anlässen für Freiluft-Gottesdienste genutzt. Die Orgel wurde an eine katholische Gemeinde in Polen verkauft, die Glocke nach Tansania verschifft und die Fenster im Depot eingelagert (Stand: 2012). Das Abendmahlsgerät gelangte in die Kartäuserkirche, ebenso das Bronze-Kreuz mit dem Bergkristall.
Zahlreiche Gemeindebrief-Ausgaben des Jeremiahauses und seines Vorläufers sind von 1956 bis 1991 mit wenigen Lücken in der unmittelbar neben dem Geusenfriedhof befindlichen Universitäts- und Stadtbibliothek Köln vorhanden und dort einsehbar.